# Alpejægernes Indtog i København
Alpejægernes Indtog i København er en stumfilm med ukendt instruktør.

## Handling
De franske alpejægere ankommer til Godsbanegården i København d. 26/5 1920. Parade på Rosenborg eksercerplads for kong Christian X. Soldater.